# Douzat
Douzat is een gemeente in het Franse departement Charente (regio Nouvelle-Aquitaine) en telt 323 inwoners (2004). De plaats maakt deel uit van het arrondissement Angoulême.

## Geografie
De oppervlakte van Douzat bedraagt 11,5 km², de bevolkingsdichtheid is 28,1 inwoners per km².
De onderstaande kaart toont de ligging van Douzat met de belangrijkste infrastructuur en aangrenzende gemeenten.

## Demografie
Onderstaande figuur toont het verloop van het inwonertal (bron: INSEE-tellingen).

1. ↑  Populations de référence 2022.